# Андреевка (Кугарчинский район)
Андре́евка (баш. Андреевка) — деревня Кугарчинском районе Республики Башкортостан Российской Федерации. Входит в состав Зареченского сельсовета.

## География
Стоит при реке Узя, вблизи впадении в неё притока р.Тюма.

### Географическое положение
Расстояние до:
- районного центра (Мраково): 22 км,
- центра сельсовета (Воскресенское): 4 км,
- ближайшей ж/д станции (Мелеуз): 56 км.

## История
До упразднения уездно-губернского и кантонного деления хутор Андреевский в составе Бушман-Суун-Каракипчакской волости.

## Население
| 2002 | 2009 | 2010 |
| ---- | ---- | ---- |
| 20   | ↘18  | ↘17  |

Национальный состав
Согласно переписи 2002 года, преобладающая национальность — русские (95 %).

## Известные уроженцы
- Бекетов, Василий Семёнович (25 марта 1924 — 18 сентября 1991) — участник Великой Отечественной войны, Герой Советского Союза[5].

## Инфраструктура
Личное подсобное хозяйство с зоной сельскохозяйственного использования, индивидуальная застройка усадебного типа.

## Транспорт
Деревня доступна автотранспортом по просёлочной дороге. 